# Пунгін Олег Володимирович
Олег Володимирович Пунгін (рос. Пунгин Олег Владимирович, нар. 16 листопада 1968, Владивосток, СРСР) — радянський і російський рок-музикант, найбільш відомий як барабанщик групи «Мумій Тролль».

## Біографія
Музикою займався з першого класу, граючи у шкільному ансамблі «Щасливе дитинство». Наприкінці 1980-х — після закінчення школи — працював в ансамблі пісні та танцю Тихоокеанського флоту. На початку 1990-х — працював на радіо, де займався заставками, рекламними спотами та записом різних виконавців. Був засновником однієї із владивостокських студій звукозапису. Працював як аранжувальник і звукорежисер на записах багатьох владивостокських колективів. 
1997 року, коли Олег працював на студії аранжувальником та звукорежисером, випадково дізнався, що гурту «Мумій Тролль» потрібен барабанщик для проведення кількох концертів у Владивостоці. Незважаючи на те, що Олегу не зовсім подобалася творчість гурту, він запропонував їм свою кандидатуру та був прийнятий. Невдовзі після цього Олега Пунгіна було прийнято до групи «Мумій Троль» на постійній основі. В тому ж році «Мумій Тролль» випустив свій перший студійний альбом «Морская», який приніс їм широку популярність. Через півроку вони випустили свій другий студійний альбом «Ікра». У 1998 році MTV розпочав трансляцію в Росії, і кліп Мумій Тролля на пісню «Владивосток 2000» став першим кліпом російського виконавця, показаним на каналі.
У 2016 році разом з рештою учасників гурту Олег Пунгін знявся в документально-музичному фільмі режисера Денні Дрісдейла «SOS матросу!».